# قیمت‌گذاری منفی
در اقتصاد، قیمت‌گذاری منفی (به انگلیسی: Negative pricing) به معنی پرداخت پول به مشتری به همراه تحویل کالاست. دلیل چنین تصمیمی برای تولیدکننده جز خلاصی از کالا نیست چرا که احتمالاً هزینه این اقدام در دراز مدت، از توقف تولید یا انبار کردن کالا ارزان‌تر تمام می‌شود، در واقع قیمت را به یک عدد منفی تبدیل می‌کند. این پدیده در قیمت برق، قیمت گاز طبیعی، و قیمت نفت خام رخ داده‌است.
در ۲۰ آوریل ۲۰۲۰ قیمت نفت وست تگزاس اینترمیدیت که شاخصی برای بررسی وضعیت بازار نفت ایالات متحده هم محسوب می‌شود در بازار جهانی ابتدا بیش از ۲۰ درصد سقوط کرد و به زیر ۱۵ دلار در هر بشکه رسید و سپس، چند ساعت بعد به منفی ۳۷٫۶۳ دلار در بشکه رسید. این بدان معنا است که تولیدکنندگان نفت علاوه بر بشکه‌های نفت مبلغی هم می‌بایست به خریداران بپردازند. دلیل سقوط قیمت نفت خام «وست تگزاس اینترمیدیت» از ۱۸ دلار به منفی ۳۵ دلار که بیش از ۵۳ دلار کاهش داشته این است که شرکت‌های آمریکایی دیگر جایی برای انبار کردن نفت خود ندارند.